# Ruta 43 (Chile)
Die Ruta 43 (kurz RN 43) ist eine Nationalstraße in der Región de Coquimbo im kleinen Norden (Norte Chico) Chiles. Sie ist 75,9 km lang und vollständig asphaltiert. Sie verbindet die Städte La Serena, Ovalle und indirekt Coquimbo mit Andacollo.
Die Nationalstraße verbindet die Provinzhauptstädte von Elqui und Limarí mit der Regionalhauptstadt. Im Jahr 2000 wurde sie durch das Dekret Nº 2136 durch das MOP offiziell als Nationalstraße ratifiziert.

## Städte und Ortschaften
Die direkten Anbindungen an Städte, Ortschaften und städtische Gebiete entlang dieser Straße von Süden nach Norden sind:

### Región de Coquimbo
- Länge: 75 km (km 0 a 75). Im Stadtgebiet von Coquimbo heißt die Ruta Camino a Ovalle. In Ovalle nimmt die Ruta den Namen Avenida Manuel Peñafiel an.[2]
- Provincia de Limarí: Ovalle (km 0-3), Anschluss an Villorrio El Talhuén (km 2 und 4), Anschluss an Guamalata (km 3), Anschluss an Algarrobo und Samo Bajo (km 6), Anschluss an Lagunillas (km 6), Estación Recoleta (km 12), Anschluss an Algarrobo (km 12), Anschluss an La Ruca (km 14), Anschluss an El Romeralchillo (km 17), Anschluss an Higueritas Unidas (km 20), Anschluss an Panulcillo (km 20), Anschluss an Los Pinches (km 24 und 25), Pejerreyes (km 28), Anschluss an El Romeral (km 33).
- Provincia de Elqui: Anschluss an Las Perdices (km 36), Anschluss an Las Cardas (km 41 und 42), Tambillos (km 47-50), Anschluss an Las Barrancas (km 49 und 50), Anschluss an Tambillos und Las Mercedes (km 51), Tambillos (km 51-54), Anschluss an Quitallaco (km 54), Anschluss an El Peñón (km 58), Cerrillos (km 64-69), El Carmen (km 70-71), Pan de Azúcar (km 71-75), Anschluss an Coquimbo und Peñuelas (km 75), Tierras Blancas (km 75).

## Betrieb
Aktuell ist eine Beurteilung zur Privatisierung in Arbeit, damit soll der Zustand der Straße verbessert werden und es werden bauliche Änderungen wie der zweistreifige Ausbau, Umbau von niveaugleichen Kreuzungen zu Unterführungen, Fußgängerbrücken, Bürgersteig, Radwegen, Grünflächen und Beleuchtung angestrebt.